# Дедженерес, Эллен
Э́ллен Ли Дедже́нерес (англ. Ellen Lee DeGeneres [dəˈdʒɛnərəs]; род. 26 января 1958) — американская актриса, комедиантка, телеведущая, обладательница 11 премий «Эмми» за «Шоу Эллен Дедженерес». Ведущая двух церемоний вручения премии «Оскар» (2007, 2014).

## Биография
Эллен выросла в городе Метери (пригород Нового Орлеана, штат Луизиана, США) в семье логопеда Бетти Дедженерес (ур. Пфеффер, род. 1930) и страхового агента Эллиотта Дедженереса (1925—2018). Помимо неё в семье уже был сын Вэнс Дедженерес (род. 1954), ставший продюсером и музыкантом. Семья Дедженерес имеет французские, английские, немецкие и ирландские корни. До 13 лет Эллен воспитывалась в рамках Сайентистской церкви.
Родители Дедженерес развелись, когда ей было 16 лет. Вскоре после этого Бетти Дедженерес вышла замуж за Роя Груссендорфа, и семья перебралась в Атланту (штат Джорджия), а брат Эллен остался с отцом в Луизиане. В мае 1976 года Эллен окончила среднюю школу в Атланте и вернулась в Луизиану. Она поступила в университет Нового Орлеана и начала обучение по специальности «связи с общественностью».
Проучившись один семестр, Эллен оставила университет и стала работать клерком в юридической фирме со своей двоюродной сестрой Лорой Джиллен. Одновременно с этим Дедженерес подрабатывала продавцом одежды в сети магазинов Merry-Go-Round в торговом центре Lakeside, а также маляром, хостесс и барменом, официанткой в сети TGI Friday’s и других ресторанах.

## Карьера

### Стендап
Эллен Дедженерес начала выступать в качестве стендап-комика в небольших клубах и кофейнях. В то время, по её словам, основное влияние на её творчество оказывали Вуди Аллен и Стив Мартин. В 1981 году она была конферансье Clyde’s Comedy Club в Новом Орлеане.
В 1982 году Эллен назвали самой забавной персоной американского развлекательного телевидения, и она начала ездить со своими выступлениями в туры по всей стране. В 1986 году Джонни Карсон пригласил Эллен на своё шоу The Tonight Show with Johnny Carson и нашёл сходство её творчества с творчеством Боба Ньюхарта. Эллен стала первой женщиной-комиком в истории шоу, которая была удостоена чести после своего стендап-выступления принять участие в ток-шоу как гость-звезда.

### «Эллен»
Наработки Дедженерес в области стендапа стали основой успешного ситкома «Эллен» (1994—1998). Популярность ситкома достигла пика в феврале 1997 года, когда Эллен публично заявила о своей гомосексуальности на шоу Опры Уинфри. В апреле этого же года персонаж Эллен в ситкоме тоже совершила каминг-аут перед своим психоаналитиком, которую сыграла Опра Уинфри. Эпизод с каминг-аутом (The Puppy Episode) получил самые большие рейтинги за всю историю ситкома, но последующие эпизоды сериала не смогли соответствовать популярности The Puppy Episode, и после падения рейтингов шоу было отменено.

### «Шоу Эллен»
В 2001 году Дедженерес вернулась на телевидение в новом комедийном сериале «Шоу Эллен». Персонажем ситкома снова была лесбиянка, но это не было центральной темой сериала. У сериала были низкие рейтинги, и его отменили.

### «Эмми»—2001

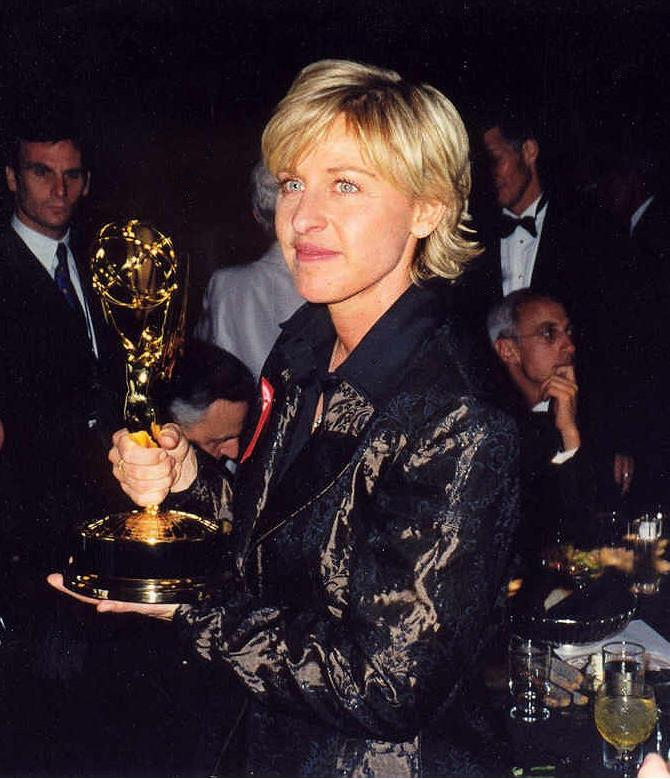
Эллен Дедженерес на церемонии «Эмми», 1997

4 ноября 2001 года Эллен Дедженерес оказалась в центре всеобщего внимания, будучи ведущей прямой трансляции церемонии «Эмми». После двух переносов, связанных с трауром после событий 11 сентября, тон церемонии был достаточно мрачным. Но она должна была состояться, чтобы хотя бы на время отвлечь людей от трагедии.
Во время церемонии аудитория несколько раз аплодировала Эллен стоя, в том числе после шутки: «Что бы ещё так взбесило Талибан, как лесбиянка в мужском костюме, да ещё и в окружении евреев?».
В августе 2005 года Эллен выступила ведущей церемонии «Дневной премии Эмми», проведённой через три недели после урагана Катрина. И это был второй раз, когда Дедженерес вела церемонию «Эмми», проводимую после национальной трагедии. Также Эллен Дедженерес была ведущей церемоний «Грэмми» в 1995 и 1996 годах.

### «В поисках Немо»
Летом 2003 года Дисней/Пиксар выпустили крайне успешный мультфильм «В поисках Немо», где Эллен озвучила Дори — рыбку с потерей кратковременной памяти. Эндрю Стэнтон, директор мультфильма, сказал, что выбрал именно Эллен, потому что она «в своём шоу 5 раз меняет тему разговора до того, как закончит одно предложение».
За роль Дори Эллен получила награды «Сатурн», Nickelodeon, «Энни» и была номинирована на награду Chicago Film Critics Association Award.

### «Шоу Эллен Дедженерес»
В сентябре 2003 года Эллен Дедженерес стала ведущей собственного дневного ток-шоу «Шоу Эллен Дедженерес». Среди большого количества ток-шоу, ведущими которых были такие знаменитости, как Шерон Осборн и Рита Руднер, шоу Эллен получило очень большие рейтинги и положительные рецензии критиков.
Первый же сезон шоу был номинирован на 11 наград «Эмми» и выиграл 4 из них, в том числе награду «Лучшее ток-шоу». Первые три сезона шоу в целом получили 25 «Эмми».
Эллен известна тем, что танцует и поёт с аудиторией в начале шоу и во время рекламных перерывов. Также при помощи спонсоров она часто раздаёт призы и бесплатные поездки людям из аудитории.
В феврале 2006 года Эллен отпраздновала на ток-шоу 30-летие с момента окончания школы, пригласив в студию всех выпускников своего года.
В мае 2006 года Эллен устроила сюрприз, появившись на выдаче дипломов Университета Талейн. Она вышла на сцену следом за Джорджем Бушем младшим и Биллом Клинтоном, одетая в банный халат и пушистые тапочки, и сказала: «Меня предупредили, что тут все будут в мантиях» (в английском языке слово robe имеет несколько значений, в том числе «халат» и «мантия»).
В мае 2007 года Эллен прописали постельный режим из-за разорванной связки в спине. Но она продолжила вести ток-шоу, лёжа на больничной койке с медсестрой под боком, объясняя: «Ну, как говорится, шоу должно продолжаться». Гости ток-шоу также сидели на больничных койках.
1 мая 2009 года Эллен отпраздновала 1000-й выход в эфир своего ток-шоу, пригласив в гости среди прочих таких звёзд, как Опра Уинфри, Джастин Тимберлейк и Пэрис Хилтон.

### «Оскар»—2007
7 сентября 2006 года Эллен Дедженерес была выбрана ведущей 79-й церемонии вручения наград «Оскар», которая состоялась 25 февраля 2007 года. Это сделало её первым человеком, не скрывающим свою гомосексуальную ориентацию, которому поручили проведение церемонии «Оскар».
Во время церемонии Эллен сказала: «Какой прекрасный вечер! И какие разные люди собрались! И это в год, когда столько всего негативного было сказано о национальности людей, их религии и сексуальной ориентации. Я хочу отметить, что если вдуматься, то не будь чёрных, евреев и гомосексуалов, то не было бы никакой церемонии „Оскар“ и даже человека бы с таким именем не было».
Отзывы о выступлении Эллен были положительными, и в одном из них говорилось: «Дедженерес дала жару! Она развлекала шутками не только номинантов на Оскар, но и телезрителей». Телеведущий Рэджис Филбин сказал в интервью, что недостатком церемонии было одно — слишком мало Эллен. За проведение церемонии «Оскар» Эллен была номинирована на премию «Эмми».

### Забастовки сценаристов 2007 года
Эллен Дедженерес, как и многие актёры, ещё и сценарист, а также член Американской федерации работников телевидения и радио и Гильдии сценаристов Америки.
Несмотря на то, что Эллен устно поддержала забастовку гильдии сценаристов 2007 года, она к ней не присоединилась. Представители Дедженерес сообщили, что в течение ноябрьского сведения рейтингов «Шоу Эллен Дедженерес» находилось в конкуренции с другими шоу, и Эллен не могла нарушить контракт или потерять время в рамке телевещания. За время забастовки в знак солидарности с бастующими Эллен опустила традиционные монологи в начале шоу, которые обычно готовили для неё писатели Гильдии сценаристов Америки.

### Участие в рекламных акциях
В ноябре 2004 года Эллен участвовала в съёмках рекламных роликов компании American Express. Самый известный из них, двухминутный чёрно-белый ролик, где она сидит в офисе с животными, в 2007 году завоевал премию «Эмми». С января 2009 года Эллен Дедженерес — лицо рекламной кампании Cover Girl. Это её первое участие в рекламной кампании косметики.

### American Idol
В 2010 году Эллен Дедженерес участвовала в качестве судьи 9-го сезона конкурса American Idol, заменив ушедшую Полу Абдул.

### «Оскар»—2014
2 августа 2013 года Эллен Дедженерес была выбрана ведущей 86-й церемонии вручения наград «Оскар», которая состоялась 2 марта 2014 года. Таким образом, она второй раз стала ведущей этой церемонии. Одним из самых значительных событий церемонии стало знаменитое селфи с Брэдом Питтом, Мерил Стрип, Бредли Купером, Анджелиной Джоли, Люпитой Нионго, Джаредом Лето, Джулией Робертс, Ченнингом Татумом, Дженнифер Лоуренс и Кевином Спейси. Фотография, опубликованная в твиттере ведущей прямо во время церемонии, взорвала интернет — запись ретвитили рекордное количество раз, из-за этого в работе сайта недолгое время был сбой. В 2016 году журнал Time включил это фото в список самых значимых фотографий за всю историю.

### Президентская Медаль Свободы
22 ноября 2016 года Эллен ДеДженерес стала лауреатом Президентской медали Свободы. Её вручил действующий на тот момент президент США Барак Обама.

## Личная жизнь

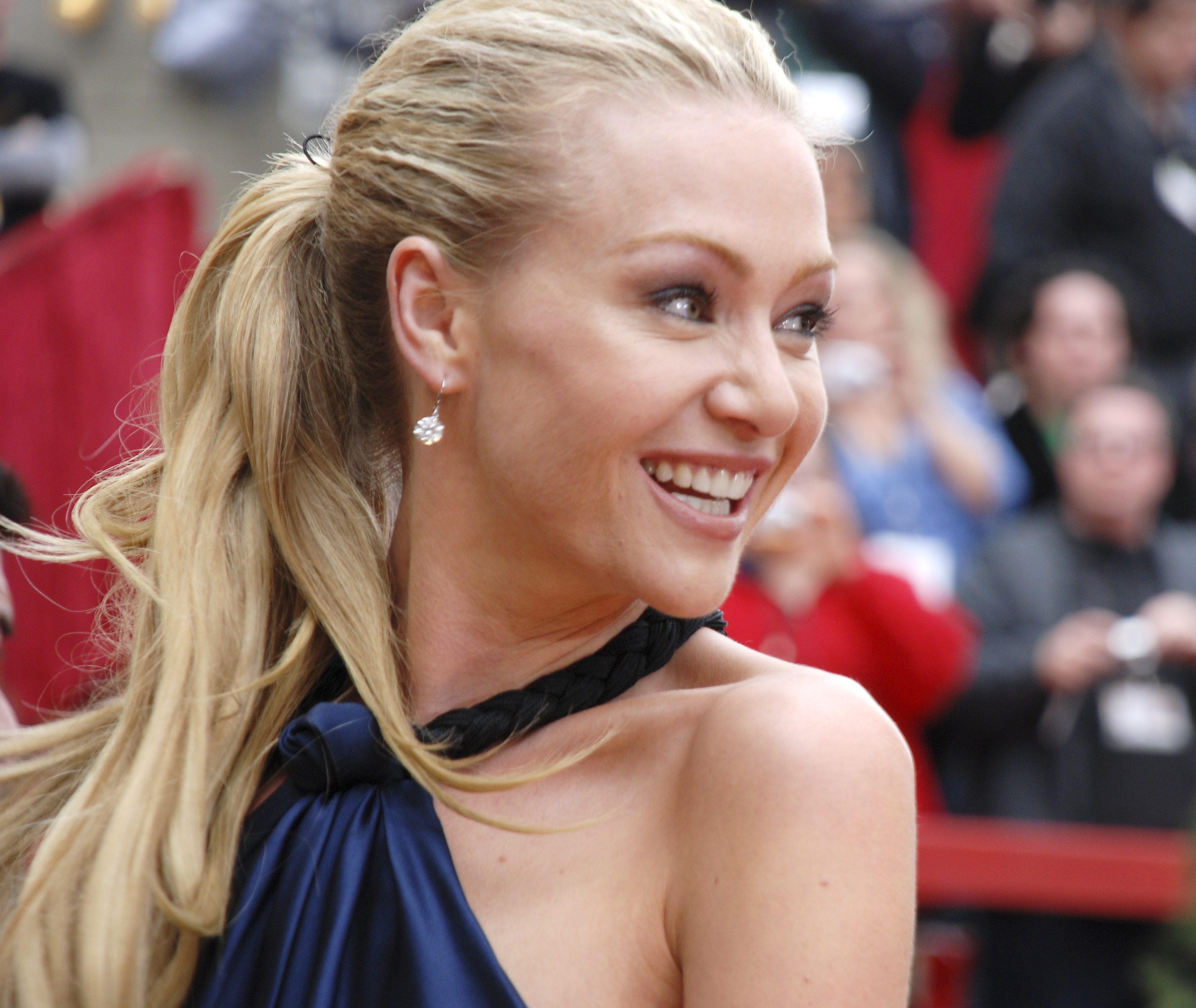
Порша де Росси

В 1997 году Эллен Дедженерес совершила каминг-аут, публично заявив, что она лесбиянка, на ток-шоу «Опра», а чуть позже персонаж Эллен в сериале «Эллен» также совершила каминг-аут перед своим психоаналитиком, которую сыграла Опра Уинфри.
В 1997—2000 годах Эллен Дедженерес состояла в отношениях со звездой сериала «Другой мир» Энн Хейч, которая впоследствии вышла замуж за оператора Коулмана Лэффуна.
С 2001 по 2004 годы Эллен состояла в отношениях с актрисой и фотографом Александрой Хэдисон. Они появились на обложке журнала The Advocate после того, как новость о разрыве их отношений уже была опубликована в средствах массовой информации.
С 2004 года Дедженерес состоит в отношениях со звездой сериалов «Элли Макбил» и «Замедленное развитие» Поршей де Росси. После отмены запрета на однополые браки в Калифорнии в мае 2008 года Эллен объявила, что они с Поршей помолвлены, и вручила ей кольцо с трёхкаратным розовым бриллиантом. 16 августа 2008 года они поженились у себя дома, пригласив 19 гостей, включая их мам. Супруги проживают в Беверли-Хиллз, обе являются веганами.

## Фильмография
| Год       |     | Русское название               | Оригинальное название                 | Роль                 |
| --------- | --- | ------------------------------ | ------------------------------------- | -------------------- |
| 1989      | с   | —                              | Duet                                  | Марго Ван Метер      |
| 1989—1990 | с   | —                              | Open House                            | Марго Ван Метер      |
| 1990      | кор | —                              | Arduous Moon                          | н/д                  |
| 1992      | с   | Лори Хилл                      | Laurie Hill                           | Нэнси Макинтайр      |
| 1993      | ф   | Яйцеголовые                    | Coneheads                             | тренер               |
| 1994      | кор | Тревор                         | Trevor                                | в роли самой себя    |
| 1994—1998 | с   | Эллен                          | Ellen                                 | Эллен Морган         |
| 1995      | с   | Розанна                        | Roseanne                              | доктор Уитман        |
| 1996      | ф   | Господин Ошибка                | Mr. Wrong                             | Марта Олстон         |
| 1996      | с   | Шоу Даны Карви                 | The Dana Carvey Show                  | Эллен Морган         |
| 1996      | ки  | —                              | 9: The Last Resort                    | леди Осьминог        |
| 1996—1998 | с   | Шоу Ларри Сандерса             | The Larry Sanders Show                | в роли самой себя    |
| 1998      | ф   | Прощай, любовник               | Goodbye Lover                         | сержант Рита Помпано |
| 1998      | с   | Без ума от тебя                | Mad About You                         | Нэнси Блум           |
| 1998      | ф   | Доктор Дулиттл                 | Doctor Dolittle                       | собака в прологе     |
| 1999      | ф   | Эд из телевизора               | EDtv                                  | Синтия               |
| 1999      | ф   | Любовное послание              | The Love Letter                       | Дженет Холл          |
| 2000      | тф  | Если бы стены могли говорить 2 | If These Walls Could Talk 2           | Кэл                  |
| 2001      | с   | Уилл и Грейс                   | Will and Grace                        | сестра Луиз          |
| 2001      | ф   | Приближение к норме            | Reaching Normal                       | оператор             |
| 2001—2002 | с   | Шоу Эллен                      | The Ellen Show                        | Эллен Ричмонд        |
| 2003      | ф   | Поли Шор мёртв                 | Pauly Shore Is Dead                   | в роли самой себя    |
| 2003      | мф  | В поисках Немо                 | Finding Nemo                          | Дори                 |
| 2004      | с   | Шоу Берни Мака                 | The Bernie Mac Show                   | в роли самой себя    |
| 2004      | с   | Клиент всегда мёртв            | Six Feet Under                        | в роли самой себя    |
| 2005      | кор | Мой короткий фильм             | My Short Film                         | Эллен                |
| 2005      | с   | Джоуи                          | Joey                                  | в роли самой себя    |
| 2010      | мс  | Симпсоны                       | The Simpsons                          | в роли самой себя    |
| 2012      | ки  | —                              | Kinect Rush: A Disney Pixar Adventure | Дори                 |
| 2016      | мф  | В поисках Дори                 | Finding Dory                          | Дори                 |
| 2016      | с   | Теория Большого взрыва         | The Big Bang Theory                   | в роли самой себя    |

## Награды и номинации
| Награда                        | Год  | Категория                                                        | Название работы                  | Результат |
| ------------------------------ | ---- | ---------------------------------------------------------------- | -------------------------------- | --------- |
| Золотой глобус                 | 1995 | Лучшая женская роль в телевизионном сериале — комедия или мюзикл | Эллен                            | Номинация |
| Золотой глобус                 | 1996 | Лучшая женская роль в телевизионном сериале — комедия или мюзикл | Эллен                            | Номинация |
| Золотой глобус                 | 1998 | Лучшая женская роль в телевизионном сериале — комедия или мюзикл | Эллен                            | Номинация |
| Золотой глобус                 | 2020 | Премия имени Кэрол Бёрнетт                                       | н/д                              | Победа    |
| Эмми                           | 1995 | Лучшая женская роль в комедийном телесериале                     | Эллен                            | Номинация |
| Эмми                           | 1996 | Лучшая женская роль в комедийном телесериале                     | Эллен                            | Номинация |
| Эмми                           | 1996 | Лучшее выступление в варьете или музыкальной программе           | 38-я церемония «Грэмми»          | Номинация |
| Эмми                           | 1997 | Лучшая женская роль в комедийном телесериале                     | Эллен                            | Номинация |
| Эмми                           | 1997 | Лучший сценарий комедийного телесериала                          | Эллен                            | Победа    |
| Эмми                           | 1997 | Лучшая приглашённая актриса в комедийном телесериале             | Шоу Ларри Сандерса               | Номинация |
| Эмми                           | 1998 | Лучшая женская роль в комедийном телесериале                     | Эллен                            | Номинация |
| Эмми                           | 2000 | Лучший телефильм                                                 | Если бы стены могли говорить 2   | Номинация |
| Эмми                           | 2001 | Лучшее специальное варьете, музыкальная или комедийная программа | Эллен Дедженерес: Начало         | Номинация |
| Эмми                           | 2001 | Лучшее выступление в варьете или музыкальной программе           | Эллен Дедженерес: Начало         | Номинация |
| Эмми                           | 2004 | Лучшее специальное варьете, музыкальная или комедийная программа | Эллен Дедженерес. Здесь и сейчас | Номинация |
| Эмми                           | 2004 | Лучшее выступление в варьете или музыкальной программе           | Эллен Дедженерес. Здесь и сейчас | Номинация |
| Эмми                           | 2007 | Лучшее выступление в варьете или музыкальной программе           | 79-я церемония премии «Оскар»    | Номинация |
| Эмми                           | 2014 | Лучшее специальное варьете в прямом эфире                        | 86-я церемония премии «Оскар»    | Номинация |
| Эмми                           | 2018 | Лучший ведущий реалити-шоу или конкурсной программы              | Ellen’s Game of Games            | Номинация |
| Эмми                           | 2019 | Лучший ведущий реалити-шоу или конкурсной программы              | Ellen’s Game of Games            | Номинация |
| Премия Гильдии киноактёров США | 1995 | Лучшая женская роль в комедийном телесериале                     | Эллен                            | Номинация |
| Премия Гильдии киноактёров США | 1997 | Лучшая женская роль в комедийном телесериале                     | Эллен                            | Номинация |
| Премия Гильдии киноактёров США | 1998 | Лучшая женская роль в комедийном телесериале                     | Эллен                            | Номинация |
| Спутник                        | 1998 | Лучшая женская роль в телевизионном сериале — комедия или мюзикл | Эллен                            | Номинация |
| Спутник                        | 1999 | Лучшая женская роль в телевизионном сериале — комедия или мюзикл | Эллен                            | Победа    |
| Сатурн                         | 2004 | Лучшая киноактриса второго плана                                 | В поисках Немо                   | Победа    |
| Золотая малина                 | 1997 | Худшая новая звезда                                              | Господин Ошибка                  | Номинация |